# Школьный референдум 1937 года в Закарпатье
Школьный референдум 1937 — плебисцит, организованный школьными администрациями в Подкарпатской Руси. Родителям школьников предлагалось сделать выбор между двумя грамматиками, которыми пользовались в довоенной Чехословакии в школах Подкарпатской Руси для изучения русского языка (или местного варианта украинского языка). Голосующие выбирали между грамматикой Сабова (русский язык с включением некоторых местных слов) и Панькевича (основанной на стандартах украинского языка).
Большинство участников референдума высказались за русский язык.

## Языковая традиция в период до независимости Чехословакии
Начиная с первых печатных грамматик (1830, Лучкай) карпаторусинский литературный язык развивался в единой традиции этимологического правописания с заимствованием большого количества церковнославянских слов, по сравнению с восточноукраинским литературным стандартом — и так до возникновения независимой Чехословакии (1919—1939). Об этом свидетельствуют слова А. Волошина: «До войны, и даже непосредственно перед революцией у нас не было языковых споров; писатели наши постепенно приближались к народному языку, желая сохранять русскую букву, русское слово и ширить науку».

## Языковые тенденции и грамматики чехословацкого периода

### Проукраинская ориентация
Согласно ст. 11 Сен-Жерменского договора (1919), из которого это положение перешло в Генеральный устав, временный конституционный закон Подкарпатской Руси, а также согласно § 6 чехословацкого закона ч.122, в Подкарпатской Руси должен быть созван Сейм, одной из задач и правом которого было «нормализовать язык той территории таким образом, чтобы не разорвать единство с Чехословацкой республикой». Но обещанный Сейм не созывался вплоть до 1938 года.
Вместо этого чехословацкая власть взяла на себя регулирование языковых вопросов в школе. В карпатских школах на должности учителей массово назначали эмигрантов из Украины, и в целом власти поддерживали интеграцию карпаторусинской идентичности с украинской. Главным инспектором школьной управы Подкарпатской Руси был назначен чех Йозеф Пешек, который сразу же вызвал в Ужгород из Галиции языковеда Ивана Панькевича, который получил практически монопольное право регулировать языковые вопросы в школе и официальной документации. Панькевич взялся за разработку грамматики, обеспечивающей переход от местных диалектов к литературному украинскому языку. Грамматика вышла в 1922 году и переиздавалась два раза (1927, 1936), каждый раз отвергая все больше местных диалектизмов и приближаясь к украинскому литературному стандарту.

### «Традиционная» (москвофильская) ориентация
В 1924 году Евмений Сабов под крылом Общества имени Александра Духновича издал так называемую модернизированную традиционную грамматику, где пытался искусственно сблизить карпатские говоры с русским языком. В том же духе была написана грамматика А. Волошина для начальной школы (1919). И первую, и вторую одобрил чешский славист Йиржи Поливка, к которому обратился за советом министр культуры Чехословакии. Учительский съезд 1923 (Берегово) голосовал за грамматику Волошина (544 голоса), за грамматику Панькевича отдали 2 голоса. Подобные обсуждения прошли на других учительских съездах, а также в рамках Общества А. Духновича.
Борьба между грамматиками быстро превратилась в политическую борьбу. Так, 1 июня 1930 г. на автора русофильской грамматики Е. Сабова совершил покушение украинский активист общества «Просвіта» Федор Тацинец .
Учитывая протесты, с 1936 г. чехословацкие власти позволили использовать в школах грамматику Е. Сабова .

## Референдум 1937 года

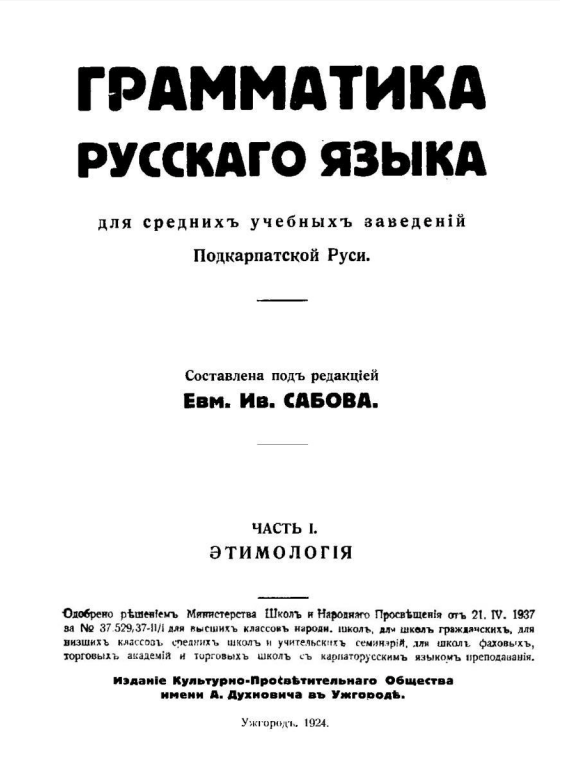
Популярная грамматика Е. Сабова, 1924 год выпуска

В 1937 году проблема обострилась в такой степени, что 14 сентября по поручению министра образования Чехословакии в «русских» (то есть не словацких) школах Подкарпатской Руси состоялся референдум. Родители детей, которые имели право на образование в этих школах, должны были выбрать между двумя грамматиками: И. Панькевича и Е. Сабова. За Сабова было отдано 313 (73,3 %), за Панькевича 114 (26,7 %) голосов.
На Верховине и Гуцульщине поддержали Панькевича, в долине — Сабова, а в этнических «нерусских» школах не голосовали. Например, в Березнянском уезде 30 школ были за Сабова, а остальные 30 за Панькевича; в Раховском уезде из 29 школ было 19 за Панькевича, а в 10 школах не голосовали; в Береговском округе из 20 школ были 5 за Панькевича, 2 за Сабова, а в 13 школах не голосовали.
По данным на 1937 г., около 4/5 жителей области воспринимали термин «украинец» как относившийся к чужой стране.

## Реакция на референдум
Чешские власти были удовлетворены результатами референдума, поскольку считали, что смогли решить проблему демократическим способом. Довольны были также сторонники «традиционной» русинской грамматики, фактически служившей инструментом русификации Закарпатья. Недовольны остались как сторонники интеграции с Украиной, так и коммунистическая партия.
Проукраинские активисты и коммунисты собрали 17 октября 1937 г. митинг в Ужгороде, где выступили от правых сил А. Волошин, а со стороны коммунистов А. Борканюк. На митинге было предложено проголосовать за то, чтобы во всех школах Подкарпатской Руси ввести изучение украинского языка на базе восточноукраинского стандарта. Позже, в коммунистические времена, это митинговое голосование было названо «общественным референдумом».